# 維什尼夫 (科韋利區)
51°11′26″N 24°0′27″E / 51.19056°N 24.00750°E

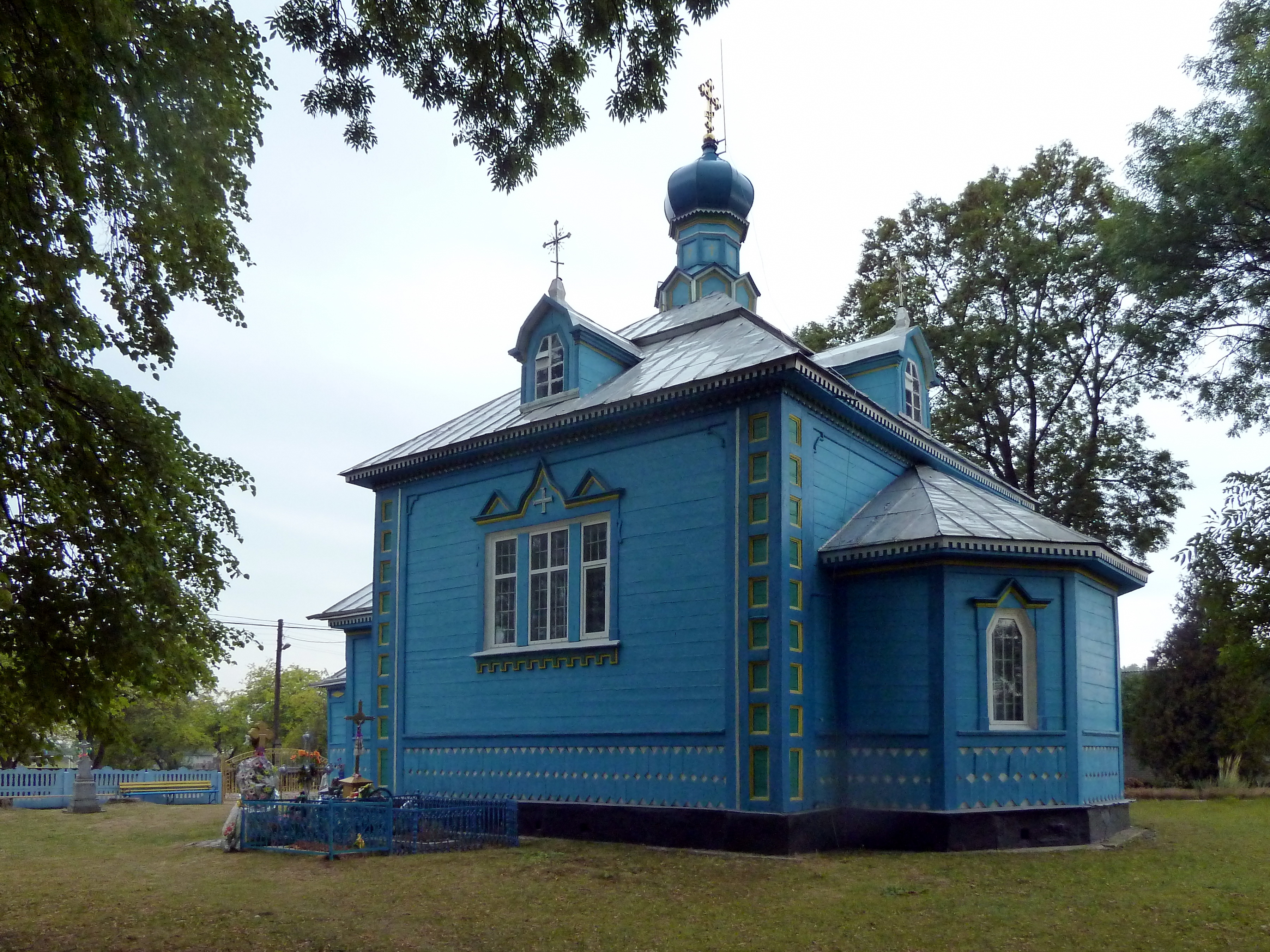

維什尼夫（烏克蘭語：Вишнів）是位於烏克蘭西北的村莊，由沃倫州科韋利區的維什尼夫市鎮負責管轄。該村處於加帕河畔，始建於1510年，面積2.23平方公里，海拔高度179米，2001年人口1,187。